# Пинозеро
Пинозеро (рус. Пинозеро) слатководно је језеро вештачког порекла у јужном делу Мурманске области, на крајњем северозападу европског дела Руске Федерације.
Јузеро се налази у југозападном делу Кољског полуострва, односно на североистоку Кандалашког рејона и припада басену Белог мора са којим је повезано преко своје протоке, реке Ниве. Поред реке Ниве која протиче кроз језеро, једина притока Пинозера је речица Тетјушкина која се у језеро улива на његовој југоисточној обали. Језеро је настало преграђивањем корита реке Ниве, а његове воде се користе за покретање турбина хидроелектране „Нива 2”.
Површина језерске акваторије је 13,6 км², док је површина сливног подручја око 12.400 км². Површина језера налази се на надморској висини од 114 метара.
На северној обали језера налази се град Пољарније Зори, док је на западној обали село и железничка станица Пинозеро.